# Cesny-aux-Vignes-Ouézy
Cesny-aux-Vignes-Ouézy is een voormalige gemeente in het Franse departement Calvados. De gemeente ontstond in 1972 door een fusie van Cesny-aux-Vignes en Ouézy. In 2006 werd deze fusie ongedaan gemaakt en werden deze beide gemeenten weer gescheiden.
1. ↑  Populations légales communales depuis 1968. Institut national de la statistique et des études économiques. Geraadpleegd op 4 juni 2021.